# W3事件
W3事件（ワンダースリーじけん）は、手塚治虫が漫画『W3』の掲載誌を『週刊少年マガジン』（講談社）から『週刊少年サンデー』（小学館）に切り替えた出来事。本項ではそれに至った経緯についても解説する。

## 概要
1965年（昭和40年）、虫プロダクションはアニメ用の作品『W3』を企画していた。しかし、それとそっくり同じものが他のプロダクションで企画されているとわかり、虫プロ内部への産業スパイ潜入疑惑が起こった。虫プロ社員の間ではその疑惑が話題となり、数名が同社を退社している。手塚はアニメ企画と並行して同作の漫画版を『週刊少年マガジン』で連載するが、連載6回目で中断後、掲載誌を『週刊少年サンデー』に変更した。この突然の掲載誌変更が「W3事件」と呼ばれる。
手塚は連載誌の変更理由について、「虫プロダクションの事情」と「W3のスポンサーはロッテで、宇宙少年ソランのスポンサーは森永という広告業界の関係」と述べている。また手塚はこの件について誰もとがめず、「手塚治虫漫画全集」版（講談社）のあとがきにて、講談社に迷惑をかけたことを謝罪している。

## 「事件」に至るまでの経緯
手塚はじめ虫プロダクションは、『ジャングル大帝』に続くアニメ作品として、雑誌『日の丸』に連載されていた『ナンバー7』のアニメ化を企画。しかし、設定の酷似した『レインボー戦隊ロビン』が東映動画で企画されたため、類似することを嫌った虫プロは、タイトルをそのままに大幅な設定変更に着手する。当時の『007』を中心とするスパイ映画の流行を受け、星光一（ほしこういち）という諜報部員の活躍を描いたものとなった。さらにマスコットとして宇宙リスの「ボッコ」を主人公の相棒に据え、ボッコには主人公とテレパシーで会話する、空を飛ぶ、発光する、透明になる、といった特殊能力が備わっていた。
ところが、TBSなどの制作するアニメ『宇宙少年ソラン』に、ボッコに酷似したリスの「チャッピー」が登場すると判明し、虫プロは抜本的な企画の見直しを余儀なくされ、タイトルも新たに『W3』とした。また、虫プロダクションの中に企画を口外した産業スパイの存在が疑惑視され、豊田有恒らが虫プロダクションを退社した。『W3』は『ナンバー7』とは一転してSF色の強い作品となったが、コードネーム「F7号」（ナンバー7）の星光一が主人公星真一の兄となり、ボッコの容姿がウサギへと変更されるも、W3の隊長として名前が流用されたことで、かろうじて『ナンバー7』時代の名残をとどめている。

## マガジンでの連載開始からサンデーへの移籍まで
手塚は『週刊少年マガジン』からの依頼を受け、アニメに先行して1965年（昭和40年）13号（3月21日）から同誌に漫画版を連載することになり、手塚の連載漫画獲得という『週刊少年マガジン』にとって創刊以来の悲願が叶えられたかに見えた。しかし、森永が『少年マガジン』と『ソラン』双方のスポンサーだったために、手塚にとって因縁の『ソラン』もマガジンへ掲載されることとなる。それを知った手塚は、『ソラン』の連載中止を『少年マガジン』編集部に申し入れたが承諾されなかった。そこで、『少年マガジン』への連載を6回で打ち切り、設定を一部変えてライバル誌である『週刊少年サンデー』で『W3』の連載を始めてしまう。これについて、手塚は講談社側から打ち切りを言い渡されたとしているが、当時の『少年マガジン』編集者・宮原照夫は、『少年マガジン』側が和解の道を探っている最中に手塚が一方的に『少年サンデー』に話をつけてしまったと述べている。
ちなみに、漫画版『ソラン』の担当は手塚の弟子であった宮腰義勝。宮腰は本件についてみなもと太郎からたずねられた際に「……いやもう、何がなにやらサッパリわからんのですわ」と答えている。

## 事件の影響
本事件と同時期に、看板作品である『8マン』の連載中止、ちばてつやの『ハリスの旋風』の長期休載といった事態が重なり、『少年マガジン』は『少年サンデー』の50万部に対し、30万部と大差をつけられた。これを受け、井岡秀次編集長が引責辞任している。本事件により手塚と『少年マガジン』の関係は一気に悪化。『別冊少年マガジン』には1969年（昭和44年）と1970年（昭和45年）に短編を執筆したが、『少年マガジン』本誌とは長らく絶縁していた。1974年（昭和49年）に講談社手塚治虫全集（後の手塚治虫漫画全集）の発刊計画を機会として両者が関係修復を行い、読切『おけさのひょう六』や『三つ目がとおる』の掲載まで9年間にわたり、『週刊少年マガジン』本誌に手塚漫画は登場しなかった。また、当時においても最大手出版社だった講談社との確執は、その後長く手塚および虫プロにとって禍根を残した。
井岡の編集長辞任後、『少年マガジン』編集長には内田勝が就任。内田がさいとう・たかを、水木しげるといった貸本劇画で活動していた作家を積極的に起用し、劇画路線を推進した裏には、W3事件における手塚への反発心があったと述べている。1966年（昭和41年）開始の『巨人の星』で梶原一騎を看板作家に掲げて以後の『週刊少年マガジン』は、青年向け路線で劇画ブームを巻き起こし、一方で手塚は低迷期に突入していく。

## 豊田有恒の見解
周囲から産業スパイと疑われ、虫プロダクションを辞めた人物の一人に、のちにSF作家として活躍する豊田有恒がいる。豊田は当時、虫プロ社員として脚本を執筆し、『宇宙少年ソラン』を放映したTBSにも出入りしていた。この件について豊田は、自分は犯人ではなく、悪気のない他の作家のファン気質による行為が結果的に情報漏洩に繋がった、と自らの見解を述べている。豊田によれば、情報漏洩自体は存在したことになる。
また豊田は、『宇宙少年ソラン』の脚本家としても活動していた。『ソラン』の脚本が『鉄腕アトム』のエピソードに似ていた際、手塚から「あのソランのシナリオはなんですか！ アトムのイルカ文明とまったく同じです！」と電話で怒鳴られた。豊田はそれに対し、「でも、あのときはイルカで今度は人魚ですから…」と弁解したという。

## 橋本一郎の見解
橋本一郎は、本件に関して今井義章（当時の虫プロ専務取締役）から直接聞いた話を紹介してる。
当時、虫プロでアシスタントをしていた宮越義勝と井上英沖は、3年間のアシスタント期間が過ぎたため、今井から独立するように通達された。しかし両名はこれを不服とし、手塚が滞在していた京橋のメトロポリタンホテルに後日押しかけた。そこで今井と激しい口論となり、ホテルの従業員を巻き込むだけでなく、警察沙汰になっている。このとき、宮越と井上は手塚をひどく罵倒し、繊細な手塚はショックを受けたという。
「宮越のマンガが載る雑誌には作品を寄せられないと、手塚が一方的に連載を打ち切ったのが真相だろう」という見解を語った。

## 単行本
その後の『W3』単行本化の際、少年マガジン版は排除されたが、1997年8月22日に少年マガジン版のみを掲載した単行本が講談社より発売された。